# Daniel Sturridge
Daniel Andre Sturridge (pronunție în engleză [stʌrɪdʒ]; n. 1 septembrie 1989, Birmingham, Anglia, Regatul Unit) este un fotbalist britanic liber de contract, care joacă pe post de atacant. Pe plan internațional, are prezențe la națională pentru Anglia U16⁠(d), Anglia U17⁠(d), Anglia U18⁠(d), Anglia U19⁠(d), Anglia U20⁠(d), Anglia U-21⁠(d), Anglia și Regatul Unit U23⁠(d). și la echipa națională de fotbal a Angliei.

## Goluri internaționale

### Marea Britanie (U-23)
| #  | Data          | Stadion                                   | Oponent               | Scor | Rezultat | Competiția                         |
| -- | ------------- | ----------------------------------------- | --------------------- | ---- | -------- | ---------------------------------- |
| 1. | 29 July 2012  | Wembley Stadium, London, Anglia           | Emiratele Arabe Unite | 3–1  | 3–1      | Jocurile Olimpice de vară din 2012 |
| 2. | 1 august 2012 | Millennium Stadium, Cardiff, Țara Galilor | Uruguay               | 1–0  | 1–0      | Jocurile Olimpice de vară din 2012 |

### Anglia
| # | Data            | Stadion                        | Oponent    | Scor | Rezultat | Competiția                                             |
| - | --------------- | ------------------------------ | ---------- | ---- | -------- | ------------------------------------------------------ |
| 1 | 22 March 2013   | Serravalle Stadium, San Marino | San Marino | 7–0  | 8–0      | Calificările pentru Campionatul Mondial de Fotbal 2014 |
| 2 | 11 October 2013 | Wembley Stadium, Anglia        | Muntenegru | 4–1  | 4–1      | Calificările pentru Campionatul Mondial de Fotbal 2014 |
| 3 | 5 March 2014    | Wembley Stadium, Anglia        | Danemarca  | 1–0  | 1–0      | Meci amical                                            |

## Statistici carieră

### Club
La 16 March 2014.
| Club             | Sezon         | Campionat | Campionat | Cupă    | Cupă   | Cupa Ligii | Cupa Ligii | Continental | Continental | Altele  | Altele | Total   | Total  |
| Club             | Sezon         | Meciuri   | Goluri    | Meciuri | Goluri | Meciuri    | Goluri     | Meciuri     | Goluri      | Meciuri | Goluri | Meciuri | Goluri |
| ---------------- | ------------- | --------- | --------- | ------- | ------ | ---------- | ---------- | ----------- | ----------- | ------- | ------ | ------- | ------ |
| Manchester City  | 2006–07       | 2         | 0         | 0       | 0      | 0          | 0          | 0           | 0           | 0       | 0      | 2       | 0      |
| Manchester City  | 2007–08       | 3         | 1         | 1       | 1      | 0          | 0          | 0           | 0           | 0       | 0      | 4       | 2      |
| Manchester City  | 2008–09       | 16        | 4         | 1       | 0      | 1          | 0          | 8           | 0           | 0       | 0      | 26      | 4      |
| Manchester City  | Total         | 21        | 5         | 2       | 1      | 1          | 0          | 8           | 0           | 0       | 0      | 32      | 6      |
| Chelsea          | 2009–10       | 13        | 1         | 4       | 4      | 1          | 0          | 2           | 0           | 1       | 0      | 21      | 5      |
| Chelsea          | 2010–11       | 13        | 0         | 1       | 2      | 1          | 0          | 5           | 2           | 0       | 0      | 20      | 4      |
| Chelsea          | Total         | 26        | 1         | 5       | 6      | 2          | 0          | 7           | 2           | 1       | 0      | 41      | 9      |
| Bolton Wanderers | 2010–11       | 12        | 8         | 0       | 0      | 0          | 0          | 0           | 0           | 0       | 0      | 12      | 8      |
| Bolton Wanderers | Total         | 12        | 8         | 0       | 0      | 0          | 0          | 0           | 0           | 0       | 0      | 12      | 8      |
| Chelsea          | 2011–12       | 30        | 11        | 4       | 1      | 2          | 1          | 7           | 0           | 0       | 0      | 43      | 13     |
| Chelsea          | 2012–13       | 7         | 1         | 0       | 0      | 1          | 1          | 3           | 0           | 1       | 0      | 12      | 2      |
| Chelsea          | Total         | 37        | 12        | 4       | 1      | 3          | 2          | 10          | 0           | 1       | 0      | 55      | 15     |
| Liverpool        | 2012–13       | 14        | 10        | 2       | 1      | 0          | 0          | 0           | 0           | 0       | 0      | 16      | 11     |
| Liverpool        | 2013–14       | 21        | 18        | 2       | 1      | 2          | 2          | 0           | 0           | 0       | 0      | 25      | 21     |
| Liverpool        | Total         | 35        | 28        | 4       | 2      | 2          | 2          | 0           | 0           | 0       | 0      | 41      | 32     |
| Total carieră    | Total carieră | 131       | 54        | 15      | 10     | 8          | 4          | 25          | 2           | 2       | 0      | 181     | 70     |

### Internațional
La match played 5 March 2014..
| Anglia | Anglia  | Anglia |
| An     | Meciuri | Goluri |
| ------ | ------- | ------ |
| 2011   | 1       | 0      |
| 2012   | 5       | 1      |
| 2013   | 3       | 1      |
| 2014   | 1       | 1      |
| Total  | 10      | 3      |

## Palmares

### Club
Chelsea
- Premier League (1): 2009–10
- FA Cup (2): 2009–10, 2011–12
- FA Community Shield (1): 2009
- UEFA Champions League (1): 2011–12

Liverpool
- UEFA Champions League (1):2018-19

### Individual
- Premier League Player of the Month (2): August 2013, February 2014
- UEFA Euro U-21 Team of the Tournament (1): 2011
- Manchester City Young Player of the Year (1): 2008–09